# 绍拉布尔
绍拉布尔（Shorapur）是印度卡纳塔克邦亚德吉尔县的一个城镇。总人口43591（2001年）。

## 人口
该地2001年总人口43591人，其中男性22132人，女性21459人；0—6岁人口6950人，其中男3539人，女3411人；识字率55.31%，其中男性为64.60%，女性为45.74%。